# قطعنامه ۷۵۱ شورای امنیت
قطعنامه ۷۵۱ شورای امنیت سازمان ملل متحد که در تاریخ ۲۴ آوریل ۱۹۹۲ تصویب شد، سندی بین‌المللی دربارهٔ سومالی است. این قطعنامه طی نشست ۳۰۶۹ام با ۱۵ رای موافق، ۰ مخالف و ۰ ممتنع تصویب شد.